# 釜山外国語大学校
釜山外国語大学校（プサンがいこくごだいがっこう、朝鮮語: 부산외국어대학교、英語: Busan University of Foreign Studies）は、大韓民国の釜山広域市金井区にある私立大学。

## 歴史
1981年12月、財団法人盛智学園が釜山外国語大学として設置・開校した。開校当時の学科は英語科・仏語科・ドイツ語科・日本語科・中国語科・タイ語科・マレー・インドネシア語科・経営学科・貿易学科・会計学科の10科であった。
1982年3月にスペイン語学科・アラブ語科・国語国文学科・法学科・電算学科が追加新設され、翌1983年にはインド語科・外交学科が更に新設された。1988年には大学院（英語英文学科・法学科）が設置され、1991年10月に現校名となった。

## 組織

### 学部
- 英日中大学
  - 英語学部
  - コミュニケーション日本語学部
  - ビジネス日本語学部
  - 中国語学部
- 西洋語大学
  - 仏語科・ドイツ語科
  - スペイン語科
  - ポルトガル（ブラジル）語科
  - ロシア語科
  - イタリア語科
  - EU地域通商学科
- 東洋語大学
  - タイ語科
  - インドネシア・マレーシア語科
  - アラブ語科
  - インド語科
  - ベトナム語科
  - ミャンマー語科
  - 中央アジア語科
  - 中国地域通商学科
- 人文社会大学
  - 韓国語文学部
  - 映像メディア学科
  - 歴史観光学科
  - 法・警察学部
  - 外交学科
  - 社会福祉学科
- 商経大学
  - 経営学科
  - 国際貿易学科
  - 会計・税務行政学部
  - ビジネス経済学科
  - データ経営学科
  - e-ビジネス学科
  - 国際秘書学科
  - ロシア・インド通商学部
- 理工大学
  - 情報数理学科
  - インターネットビジネス工学科
  - コンピュータ工学科
  - インベードIT学科
  - デジタルメディア学部
  - 社会体育学部
- 教養連係大学

### 大学院
- 一般大学院
  - 修士課程
    - 英語英文学科

  - 日本語日本文学科
  - 中国語中国学科
  - 法学科
  - 韓国学科
  - 外国語としての韓国語教育学科
  - 国際地域学科
  - 比較文学科
  - 電子コンピュータ工学科
  - 社会体育学科
  - 博士課程
    - 英語英文学科

  - 日本語日本文学科
  - 中国語中国学科
  - 法学科
  - 外国語としての韓国語教育学科
  - 電子コンピュータ工学科
  - 社会体育学科
- 教育大学院
  - 国語教育専攻
  - 英語教育専攻
  - 日本語教育専攻
  - 一般社会教育専攻
  - 産業情報教育専攻
  - 数学教育専攻
  - 体育教育専攻
  - 外国語としての韓国語教育専攻
  - 歴史教育専攻
- 国際通商経営大学院
  - 中国地域通商経営専攻
  - ASEAN地域通商経営専攻
- 通訳翻訳大学院
  - 韓英専攻
  - 韓日専攻
  - 韓中専攻
  - 韓英日専攻
  - 韓英中専攻
- TESOL大学院
  - TESOL専攻
- 最高国際経営者課程